# ジベッロ
ジベッロ（伊: Zibello）は、イタリア共和国エミリア＝ロマーニャ州パルマ県ポレージネ・ジベッロに属する分離集落（フラツィオーネ）。
かつては独立したコムーネであったが、2016年1月1日にポレージネ・パルメンセと合併して新自治体の一部となった。

## 地理

### 位置・広がり

#### 隣接コムーネ
コムーネとしてのジベッロは、以下のコムーネと隣接していた。括弧内のCRはクレモナ県所属を示す。
- ブッセート
- ピエーヴェ・ドルミ (CR)
- ポレージネ・パルメンセ
- ロッカビアンカ
- サン・ダニエーレ・ポー (CR)
- ソラーニャ
- スターニョ・ロンバルド (CR)

## 文化・観光
「スローシティ」加盟都市である。